# ماجان
ماجان فیلمی ایرانی به کارگردانی رحمان سیفی‌آزاد، نویسندگی لیلا لاریجانی و تهیه‌کنندگی محمدمهدی عسگرپور ساختهٔ سال ۱۳۹۳ است.

## بازیگران
| بازیگر        | نقش                            |
| ------------- | ------------------------------ |
| مهتاب کرامتی  | ماجان(مولود) زن هاشم           |
| فرهاد اصلانی  | هاشم شوهر ماجان                |
| سیما تیرانداز | شهناز نامزد فرشید              |
| بابک انصاری   | فرشید برادر هاشم ، نامزد شهناز |
| بهنوش بختیاری | ثریا دوست زینت خواهر هاشم      |
| محمدمهدی احدی | رضا پسر هاشم و ماجان           |
| عرفان برزین   | احسان                          |
| سارا میرایی   | ریحانه                         |